# Webersche Modulfunktionen
Die Weberschen Modulfunktionen zählen zu den elliptischen Funktionen in der Mathematik. Sie wurden durch den Heidelberger Mathematiker Heinrich Weber eingeführt und erforscht. Sie sind sowohl mit der Dedekindschen Etafunktion als auch mit den Ramanujanschen Funktionen g und G nahe verwandt.

## Definition der Weberschen Modulfunktionen

### Definition der imaginären Funktionen
Für die obere Halbebene {\displaystyle \mathbb {H} } der komplexen Zahlen sind die Weberschen Standardmodulfunktionen in Abhängigkeit vom imaginären Halbperiodenverhältnis {\displaystyle \tau } auf folgende Weise über die Dedekindsche Etafunktion definiert:
{\displaystyle {\mathfrak {f}}_{0}(\tau )=\exp(-{\tfrac {1}{24}}\pi \,i\tau )\prod _{n=1}^{\infty }\{1+\exp[(2n-1)\pi \,i\tau ]\}={\frac {\eta (\tau )^{2}}{\eta ({\tfrac {1}{2}}\tau )\eta (2\tau )}}}
{\displaystyle {\mathfrak {f}}_{1}(\tau )=\exp(-{\tfrac {1}{24}}\pi \,i\tau )\prod _{n=1}^{\infty }\{1-\exp[(2n-1)\pi \,i\tau ]\}={\frac {\eta ({\tfrac {1}{2}}\tau )}{\eta (\tau )}}}
{\displaystyle {\mathfrak {f}}_{2}(\tau )={\sqrt {2}}\exp({\tfrac {1}{12}}\pi \,i\tau )\prod _{n=1}^{\infty }[1+\exp(2n\pi \,i\tau )]={\sqrt {2}}\,{\frac {\eta (2\tau )}{\eta (\tau )}}}
Somit können diese Weberschen Funktionen auch mit Hilfe der Pochhammerschen Produkte definiert werden:
{\displaystyle {\mathfrak {f}}_{0}(\tau )=\exp(-{\tfrac {1}{24}}\pi \,i\tau ){\frac {[\exp(2\pi \,i\tau );\exp(4\pi \,i\tau )]_{\infty }}{[\exp(\pi \,i\tau );\exp(2\pi \,i\tau )]_{\infty }}}}
{\displaystyle {\mathfrak {f}}_{1}(\tau )=\exp(-{\tfrac {1}{24}}\pi \,i\tau )[\exp(\pi \,i\tau );\exp(2\pi \,i\tau )]_{\infty }}
{\displaystyle {\mathfrak {f}}_{2}(\tau )={\sqrt {2}}\exp({\tfrac {1}{12}}\pi \,i\tau )[\exp(2\pi \,i\tau );\exp(4\pi \,i\tau )]_{\infty }^{-1}}
Durch Multiplizieren dieser drei Definitionsgleichungen erhält man direkt folgende Beziehung:
{\displaystyle {\mathfrak {f}}_{0}(\tau ){\mathfrak {f}}_{1}(\tau ){\mathfrak {f}}_{2}(\tau )={\sqrt {2}}}

### Definition der reellen Funktionen
Zusätzlich wurde die Webersche Hauptfunktion in Abhängigkeit vom Nomeneintrag definiert:
| Modulfunktionen                     | 𝔣₀₀(x) | 𝔣₀₁(x) | 𝔣₁₀(x) |
| ----------------------------------- | --- | --- | --- |
| Produktdefinition                   | {\displaystyle {\mathfrak {f}}_{00}(x)=x^{-1/24}\prod _{n=1}^{\infty }(1+x^{2n-1})}                                                         | {\displaystyle {\mathfrak {f}}_{01}(x)=x^{-1/24}\prod _{n=1}^{\infty }(1-x^{2n-1})}                                                         | {\displaystyle {\mathfrak {f}}_{10}(x)={\sqrt {2}}\,x^{1/12}\prod _{n=1}^{\infty }(1+x^{2n})}                                                     |
| Pochhammersche Definition           | {\displaystyle {\mathfrak {f}}_{00}(x)=x^{-1/24}{\frac {(x^{2};x^{4})_{\infty }}{(x;x^{2})_{\infty }}}}                                     | {\displaystyle {\mathfrak {f}}_{01}(x)=x^{-1/24}(x;x^{2})_{\infty }}                                                                        | {\displaystyle {\mathfrak {f}}_{10}(x)={\sqrt {2}}\,x^{1/12}(x^{2};x^{4})_{\infty }^{-1}}                                                         |
| Dedekindsche Etafunktionsdefinition | {\displaystyle {\mathfrak {f}}_{00}(x)={\frac {\vartheta _{01}(x^{2})\,\eta _{W}(x)}{\vartheta _{01}(x)\,\eta _{W}(x^{2})}}}                | {\displaystyle {\mathfrak {f}}_{01}(x)={\frac {\eta _{W}(x)}{\eta _{W}(x^{2})}}}                                                            | {\displaystyle {\mathfrak {f}}_{10}(x)={\frac {{\sqrt {2}}\,\vartheta _{01}(x)\,\eta _{W}(x^{2})^{2}}{\vartheta _{01}(x^{2})\,\eta _{W}(x)^{2}}}} |
| Jacobische Thetafunktionsdefinition | {\displaystyle {\mathfrak {f}}_{00}(x)={\biggl [}{\frac {2\,\vartheta _{00}(x)^{2}}{\vartheta _{01}(x)\vartheta _{10}(x)}}{\biggr ]}^{1/6}} | {\displaystyle {\mathfrak {f}}_{01}(x)={\biggl [}{\frac {2\,\vartheta _{01}(x)^{2}}{\vartheta _{00}(x)\vartheta _{10}(x)}}{\biggr ]}^{1/6}} | {\displaystyle {\mathfrak {f}}_{10}(x)={\biggl [}{\frac {2\,\vartheta _{10}(x)^{2}}{\vartheta _{00}(x)\vartheta _{01}(x)}}{\biggr ]}^{1/6}}       |

Generell gilt folgendes Produkt für alle Werte w:
{\displaystyle {\biggl [}\prod _{m=1}^{\infty }(1-w^{2m-1}){\biggr ]}{\biggl [}\prod _{n=1}^{\infty }(1+w^{n}){\biggr ]}=1}
Deswegen kann in der gezeigten Tabelle in jeder Zeile folgender Zusammenhang sofort abgelesen werden:
{\displaystyle {\mathfrak {f}}_{00}(x){\mathfrak {f}}_{01}(x){\mathfrak {f}}_{10}(x)={\sqrt {2}}}
Wichtige Rechenhinweise über die Dedekindsche Etafunktion:
{\displaystyle \eta _{W}(x)=2^{-1/6}\vartheta _{10}(x)^{1/6}\vartheta _{00}(x)^{1/6}\vartheta _{01}(x)^{2/3}}
{\displaystyle \eta _{W}(x)=2^{-1/3}\vartheta _{10}(x^{1/2})^{1/3}\vartheta _{00}(x^{1/2})^{1/3}\vartheta _{01}(x^{1/2})^{1/3}}

## Summenreihen der Weberschen Funktionen

### Strikte Partitionszahlenfolge
Die Koeffizienten der Summenreihe der Funktionen 1/𝔣₀₁(x) und 𝔣₁₀(x) bilden die Folge der strikten Partitionen ab. Bei der strikten Partitionsfolge Q(n) wird bei jeder Summe n angegeben, auf wie viele verschiedene Weisen die Zahl n in Summanden ohne Summandenwiederholung aufgeteilt werden kann. So lautet die exakte Reihenentwicklung:
{\displaystyle {\mathfrak {f}}_{01}(x)^{-1}=x^{1/24}\sum _{k=0}^{\infty }Q(k)\,x^{k}}
{\displaystyle {\mathfrak {f}}_{10}(x)={\sqrt {2}}\,x^{1/12}\sum _{k=0}^{\infty }Q(k)\,x^{2k}}
{\displaystyle {\mathfrak {f}}_{10}(x)={\sqrt {2}}\,{\mathfrak {f}}_{01}(x^{2})^{-1}}
In der nun folgenden Tabelle werden die strikten Partitionen aufgelistet und exemplarisch dargestellt:
| n  | Q(n) | Zahlpartitionen ohne wiederholte Summanden                                      |
| -- | ---- | ------------------------------------------------------------------------------- |
| 0  | 1    | () leere Partition / leere Summe                                                |
| 1  | 1    | (1)                                                                             |
| 2  | 1    | (2)                                                                             |
| 3  | 2    | (1+2), (3)                                                                      |
| 4  | 2    | (1+3), (4)                                                                      |
| 5  | 3    | (2+3), (1+4), (5)                                                               |
| 6  | 4    | (1+2+3), (2+4), (1+5), (6)                                                      |
| 7  | 5    | (1+2+4), (3+4), (2+5), (1+6), (7)                                               |
| 8  | 6    | (1+3+4), (1+2+5), (3+5), (2+6), (1+7), (8)                                      |
| 9  | 8    | (2+3+4), (1+3+5), (4+5), (1+2+6), (3+6), (2+7), (1+8), (9)                      |
| 10 | 10   | (1+2+3+4), (2+3+5), (1+4+5), (1+3+6), (4+6), (1+2+7), (3+7), (2+8), (1+9), (10) |

### Summenreihe aus dem Pentagonalzahlensatz
Für die Webersche Modulfunktion ist weiters folgender Ausdruck gültig:
{\displaystyle {\mathfrak {f}}_{01}(x)={\biggl [}\sum _{z=-\infty }^{\infty }(-1)^{z}x^{(6z+1)^{2}/24}{\biggr ]}{\biggl [}\sum _{z=-\infty }^{\infty }(-1)^{z}x^{(6z+1)^{2}/12}{\biggr ]}^{-1}}
Diese Formel basiert auf dem Pentagonalzahlensatz und außerdem auf folgender Formel:
{\displaystyle {\mathfrak {f}}_{01}(x)={\frac {\vartheta _{00}({\tfrac {1}{12}}\pi ;x^{1/24})-\vartheta _{00}({\tfrac {5}{12}}\pi ;x^{1/24})}{\vartheta _{00}({\tfrac {1}{12}}\pi ;x^{1/12})-\vartheta _{00}({\tfrac {5}{12}}\pi ;x^{1/12})}}}
Die allgemeine Hauptthetafunktion hat diese von Whittaker und Watson aufgestellte Definition:
{\displaystyle \vartheta _{00}(v;w)=\prod _{n=1}^{\infty }(1-w^{2n})[1+2\cos(2v)w^{2n-1}+w^{4n-2}]}

## Zusammenhänge zwischen elliptischen Funktionen

### Zusammenhang mit den Thetafunktionen
Die Thetafunktionen nach Carl Gustav Jacobi stehen in folgendem Zusammenhang zu den Weberschen Modulfunktionen:
{\displaystyle \vartheta _{00}(x)=(x^{2};x^{2})_{\infty }(x^{2};x^{4})_{\infty }^{2}(x;x^{2})_{\infty }^{-2}=\eta _{W}(x^{2}){\mathfrak {f}}_{00}(x)^{2}}
{\displaystyle \vartheta _{01}(x)=(x;x)_{\infty }(x;x^{2})_{\infty }=\eta _{W}(x^{2}){\mathfrak {f}}_{01}(x)^{2}}
{\displaystyle \vartheta _{10}(x)=\eta _{W}(x^{2}){\mathfrak {f}}_{10}(x)^{2}}
Daraus resultiert in Kombination mit der Jacobischen Identität:
{\displaystyle {\mathfrak {f}}_{00}(x)^{8}={\mathfrak {f}}_{01}(x)^{8}+{\mathfrak {f}}_{10}(x)^{8}}

### Trigonometrische Zusammenhänge
Für die Hauptfunktion unter den Weberschen Modulfunktionen in Abhängigkeit vom elliptischen Nomen gilt dieser Zusammenhang:
{\displaystyle {\mathfrak {f}}_{00}[q(\varepsilon )]={\sqrt[{4}]{2}}\csc[2\arcsin(\varepsilon )]^{1/12}}
{\displaystyle {\mathfrak {f}}_{01}[q(\varepsilon )]={\sqrt[{4}]{2}}\cot[2\arctan(\varepsilon )]^{1/12}}
{\displaystyle q(\varepsilon )=\exp[-\pi K({\sqrt {1-\varepsilon ^{2}}})K(\varepsilon )^{-1}]}
{\displaystyle K(y)=\int _{0}^{1}{\frac {2}{\sqrt {(z^{2}+1)^{2}-4y^{2}z^{2}}}}\,\mathrm {d} z}
Das bedeutet, dass die Funktion 𝔣₀₀(x) für den reellen Definitionsbereich ein relatives Minimum am Punkt {\displaystyle P({\text{e}}^{-\pi }|{\sqrt[{4}]{2}})} hat.
Die Webersche Funktion 𝔣₀₀(x) ist für den reellen Definitionsbereich streng monoton linksgekrümmt.

## wPS-Funktion von Prasolov und Solovyev

### Definition der wPS-Funktion
Für das Lösen von Gleichungen fünften Grades definierten die russischen Mathematiker Viktor Prasolov (Виктор Прасолов) und Yuri Solovyev (Юрий Соловьёв) eine bestimmte elliptische Funktion auf Grundlage der Weberschen Modulfunktion 𝔣₀₀(x). Diese Funktion löst direkt die quintische Bring-Jerrard-Normalform auf:
{\displaystyle w_{PS}(\alpha )=5^{-1/2}{\mathfrak {f}}_{00}(\alpha )^{-3}[{\mathfrak {f}}_{00}(\alpha ^{5})-{\mathfrak {f}}_{00}(\alpha ^{1/5})]\times \{{\mathfrak {f}}_{00}[\exp({\tfrac {2}{5}}i\pi )\alpha ^{1/5}]-{\mathfrak {f}}_{00}[\exp(-{\tfrac {2}{5}}i\pi )\alpha ^{1/5}]\}}
{\displaystyle \times \{{\mathfrak {f}}_{00}[\exp({\tfrac {4}{5}}i\pi )\alpha ^{1/5}]-{\mathfrak {f}}_{00}[\exp(-{\tfrac {4}{5}}i\pi )\alpha ^{1/5}]\}}
Für diese w-Funktion existieren auch Identitäten mit dem Rogers-Ramanujan-Kettenbruch und der Thetafunktion:
{\displaystyle w_{PS}(\alpha )={\frac {1}{64}}\,{\mathfrak {f}}_{00}(\alpha )^{12}{\biggl [}1-{\frac {R(\alpha ^{2})}{S(\alpha )^{2}}}{\biggr ]}^{2}{\biggl [}{\frac {1}{R(\alpha ^{2})^{2}}}-{\frac {S(\alpha )}{R(\alpha ^{2})}}{\biggr ]}^{2}{\biggl [}{\frac {\vartheta _{00}(\alpha ^{5})\vartheta _{00}(\alpha ^{1/5})^{2}-5\,\vartheta _{00}(\alpha ^{5})^{3}}{\vartheta _{00}(\alpha )^{3}}}{\biggr ]}^{2}}
{\displaystyle w_{PS}(\alpha )={\frac {[\vartheta _{00}(\alpha ^{1/5})^{2}-5\,\vartheta _{00}(\alpha ^{5})^{2}]^{2}[\vartheta _{00}(\alpha ^{1/5})^{2}+5\,\vartheta _{00}(\alpha ^{5})^{2}-2\,\vartheta _{00}(\alpha ^{1/5})\,\vartheta _{00}(\alpha ^{5})-4\,\vartheta _{00}(\alpha )^{2}]}{16\,\vartheta _{10}(\alpha )^{2}\,\vartheta _{01}(\alpha )^{2}\,\vartheta _{00}(\alpha )^{2}}}}
Diese beiden soeben genannten Identitäten stimmen miteinander überein.

### Werteliste für die wPS-Funktion
Im Folgenden werden Werte von dieser Funktion aufgelistet:
{\displaystyle w_{PS}({\text{e}}^{-\pi })=0}
{\displaystyle w_{PS}({\text{e}}^{-3\pi })=w_{PS}[\exp(-{\tfrac {1}{3}}\pi )]={\sqrt {3}}}
{\displaystyle w_{PS}[\exp(-{\sqrt {3}}\,\pi )]=w_{PS}[\exp(-{\tfrac {1}{3}}{\sqrt {3}}\,\pi )]={\tfrac {1}{3}}({\sqrt[{3}]{10}}-1)^{2}}
{\displaystyle w_{PS}[\exp(-{\sqrt {7}}\,\pi )]=w_{PS}[\exp(-{\tfrac {1}{7}}{\sqrt {7}}\,\pi )]={\tfrac {1}{4}}\{{\sqrt {7}}-{\sqrt {3}}\tanh[{\tfrac {1}{3}}\operatorname {artanh} ({\tfrac {1}{9}}{\sqrt {21}})]\}^{2}}

### Anwendung bei der Bring-Jerrard-Form
Die w-Funktion nach Prasolov und Solovyev erfüllt auch folgende Gleichung:
{\displaystyle w_{PS}(\alpha )[5+w_{PS}(\alpha )^{2}]^{2}={\mathfrak {f}}_{00}(\alpha )^{12}-64\,{\mathfrak {f}}_{00}(\alpha )^{-12}}
Quintische Gleichungen in Bring-Jerrard-Form werden dann so aufgelöst:
{\displaystyle x^{5}+5\,x=4\,c}
{\displaystyle x_{RE}={\frac {4\,c}{5+w_{PS}{\bigl \langle }q{\bigl \{}\operatorname {ctlh} {\bigl [}{\tfrac {1}{2}}\operatorname {aclh} (c){\bigr ]}^{2}{\bigr \}}{\bigr \rangle }^{2}}}}
Wichtiger Rechenhinweis für die hyperbolisch lemniskatischen Funktionen:
{\displaystyle \operatorname {ctlh} [{\tfrac {1}{2}}\operatorname {aclh} (c)]^{2}={\bigl (}2c^{2}+2+2{\sqrt {c^{4}+1}}{\bigr )}^{-1/2}\left({\sqrt {{\sqrt {c^{4}+1}}+1}}+c\right)}

### Entsprechender Algorithmus mit der reduzierten Modulfunktion
Äquivalent hierzu ist folgendes Verfahren:
{\displaystyle x^{5}+5\,x=4\,c}
Der elliptische Modul und sein pythagoräisches Gegenstück für diese Gleichung werden beim Bringschen Radikal nach Charles Hermite auf folgende Weise hervorgerufen:
{\displaystyle k=\operatorname {tlh} [{\tfrac {1}{2}}\operatorname {aclh} (c)]^{2}={\bigl (}2\,c^{2}+2+2{\sqrt {c^{4}+1}}{\bigr )}^{-1/2}{\biggl (}{\sqrt {{\sqrt {c^{4}+1}}+1}}-c{\biggr )}}
{\displaystyle k'=\operatorname {ctlh} [{\tfrac {1}{2}}\operatorname {aclh} (c)]^{2}={\bigl (}2\,c^{2}+2+2{\sqrt {c^{4}+1}}{\bigr )}^{-1/2}{\biggl (}{\sqrt {{\sqrt {c^{4}+1}}+1}}+c{\biggr )}}
Und so wird die reelle Lösung dieser quintischen Gleichung hervorgebracht:
{\displaystyle x={\sqrt {{\sqrt {c^{4}+1}}+c^{2}}}\,{\bigl [}W_{R5}(k)-W_{R5}(k'){\bigr ]}\,{\sqrt {W_{R5}(k)+W_{R5}(k')-1-{\sqrt {5}}\,M_{B5}(k)\,M_{B5}(k')}}}
Auch richtig ist:
{\displaystyle x={\frac {4\,c}{({\sqrt {c^{4}+1}}+c^{2})^{2}{\bigl [}W_{R5}(k)-W_{R5}(k'){\bigr ]}^{4}{\bigl [}W_{R5}(k)+W_{R5}(k')-1-{\sqrt {5}}\,M_{B5}(k)\,M_{B5}(k'){\bigr ]}^{2}+5}}}

### Quintisches Rechenbeispiel
Folgende Gleichung hat eine reelle Lösung, welche nach dem Satz von Abel-Ruffini nicht elementar, aber elliptisch darstellbar ist:
{\displaystyle x^{5}+5\,x=4}
Reelle Lösung dieser Gleichung:
{\displaystyle k=\operatorname {tlh} [{\tfrac {1}{2}}\operatorname {aclh} (1)]^{2}=\operatorname {tlh} ({\tfrac {\varpi }{\sqrt {32}}})^{2}={\tfrac {1}{2}}{\sqrt[{4}]{2}}-\sin({\tfrac {1}{8}}\pi )}
{\displaystyle k'=\operatorname {ctlh} [{\tfrac {1}{2}}\operatorname {aclh} (1)]^{2}=\operatorname {ctlh} ({\tfrac {\varpi }{\sqrt {32}}})^{2}={\tfrac {1}{2}}{\sqrt[{4}]{2}}+\sin({\tfrac {1}{8}}\pi )}
Reelle Lösung dieser Gleichung:{\displaystyle x={\frac {4}{({\sqrt {2}}+1)^{2}{\bigl \{}W_{R5}{\bigl [}\operatorname {tlh} ({\tfrac {\varpi }{\sqrt {32}}})^{2}{\bigr ]}-W_{R5}{\bigl [}\operatorname {ctlh} ({\tfrac {\varpi }{\sqrt {32}}})^{2}{\bigr ]}{\bigr \}}^{4}{\bigl \{}W_{R5}{\bigl [}\operatorname {tlh} ({\tfrac {\varpi }{\sqrt {32}}})^{2}{\bigr ]}+W_{R5}{\bigl [}\operatorname {ctlh} ({\tfrac {\varpi }{\sqrt {32}}})^{2}{\bigr ]}-1-{\sqrt {5}}M_{B5}{\bigl [}\operatorname {tlh} ({\tfrac {\varpi }{\sqrt {32}}})^{2}{\bigr ]}M_{B5}{\bigl [}\operatorname {ctlh} ({\tfrac {\varpi }{\sqrt {32}}})^{2}{\bigr ]}{\bigr \}}^{2}+5}}}
{\displaystyle x={\sqrt {{\sqrt {2}}+1}}\,{\bigl \{}W_{R5}{\bigl [}\operatorname {tlh} ({\tfrac {\varpi }{\sqrt {32}}})^{2}{\bigr ]}-W_{R5}{\bigl [}\operatorname {ctlh} ({\tfrac {\varpi }{\sqrt {32}}})^{2}{\bigr ]}{\bigr \}}\times }
{\displaystyle \times {\sqrt {W_{R5}{\bigl [}\operatorname {tlh} ({\tfrac {\varpi }{\sqrt {32}}})^{2}{\bigr ]}+W_{R5}{\bigl [}\operatorname {ctlh} ({\tfrac {\varpi }{\sqrt {32}}})^{2}{\bigr ]}-1-{\sqrt {5}}\,M_{B5}{\bigl [}\operatorname {tlh} ({\tfrac {\varpi }{\sqrt {32}}})^{2}{\bigr ]}\,M_{B5}{\bigl [}\operatorname {ctlh} ({\tfrac {\varpi }{\sqrt {32}}})^{2}{\bigr ]}}}}
Genähert ergibt sich:
{\displaystyle W_{R5}{\bigl [}\operatorname {tlh} ({\tfrac {\varpi }{\sqrt {32}}})^{2}{\bigr ]}=W_{R5}{\bigl [}{\tfrac {1}{2}}{\sqrt[{4}]{2}}-\sin({\tfrac {1}{8}}\pi ){\bigr ]}\approx 1{,}971527201671233804783346663182383261864756}
{\displaystyle W_{R5}{\bigl [}\operatorname {ctlh} ({\tfrac {\varpi }{\sqrt {32}}})^{2}{\bigr ]}=W_{R5}{\bigl [}{\tfrac {1}{2}}{\sqrt[{4}]{2}}+\sin({\tfrac {1}{8}}\pi ){\bigr ]}\approx 0{,}82779089227667216644238116944423108682427}
{\displaystyle M_{B5}{\bigl [}\operatorname {tlh} ({\tfrac {\varpi }{\sqrt {32}}})^{2}{\bigr ]}\approx 0{,}99428913333521528631700804130802042376474}
{\displaystyle M_{B5}{\bigl [}\operatorname {ctlh} ({\tfrac {\varpi }{\sqrt {32}}})^{2}{\bigr ]}\approx 0{,}7287773026862656530060207070512690149737}
{\displaystyle x\approx 0{,}75192639869405948026865366345020738740978}